# Coresi

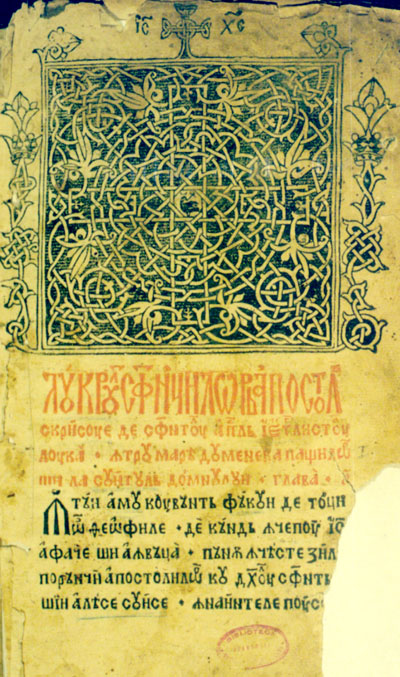
Apostol de Coresi publié en 1566.

Le diacre Coresi (en roumain Diaconul Coresi), décédé en 1583 à Brașov, est un diacre orthodoxe, traducteur et typographe roumain originaire de Târgoviște. Il est l’auteur des premiers livres en roumain et publia près de 35 livres.

## Sélection de livres imprimés par Coresi
- Tetraevanghelul (1561)
- Întrebare creştinească (Catehismul) (1561–1562)
- Apostol (1566).
- Liturghierul (1570)
- Psaltirea (1570)